# Peamount United
Peamount United (offiziell: Peamount United Football Club) ist ein irischer Fußballverein aus Newcastle im County South Dublin.

## Geschichte
Der Verein wurde im Jahre 1983 gegründet. Die Frauenmannschaft gehörte im Jahre 2011 zu den Gründungsmitgliedern der Women’s National League, dem Vorläufer der heutigen Women’s Premier Division und gewann auf Anhieb die erste Meisterschaft. Weitere Meisterschaften konnte der Verein in den Jahren 2019, 2020 und 2023 erringen. International bekannt wurde der Verein durch ein Tor von Stephanie Roche in der Saison 2013/14 gegen Wexford Youths. Eine Aufzeichnung der Teambetreuerin ging zunächst auf YouTube viral und belegte beim FIFA-Puskás-Preis 2014 den zweiten Platz. Darüber hinaus gewann Peamount United noch 2010 und 2020 den irischen Pokal und erreichte 2005, 2008, 2012, 2018 und 2019 jeweils das Finale. Im Jahre 2022 scheiterten Fusionsgespräche mit den Shamrock Rovers.
Die Männermannschaft von Peamount United spielt in der drittklassigen Leinster Senior League.

## Erfolge
- Irischer Meister: 2012, 2019, 2020, 2023
- Irischer Pokalsieger: 2010, 2020

## Europapokalbilanz
| Saison  | Wettbewerb                    | Runde                  | Gegner              | Gesamt          | Hin     | Rück    |
| ------- | ----------------------------- | ---------------------- | ------------------- | --------------- | ------- | ------- |
| 2011/12 | UEFA Women’s Champions League | Gruppenphase           | Rayo Vallecano      | 0:1             | 0:1 (N) |         |
| 2011/12 | UEFA Women’s Champions League | Gruppenphase           | ŽNK Krka            | 7:0             | 7:0 (N) |         |
| 2011/12 | UEFA Women’s Champions League | Gruppenphase           | Pärnu JK            | 5:1             | 5:1 (N) |         |
| 2011/12 | UEFA Women’s Champions League | Sechzehntelfinale      | Paris Saint-Germain | 0:5             | 0:2 (H) | 0:3 (A) |
| 2012/13 | UEFA Women’s Champions League | Gruppenphase           | SFK 2000 Sarajevo   | 0:4             | 0:4 (N) |         |
| 2012/13 | UEFA Women’s Champions League | Gruppenphase           | ASA Tel-Aviv FC     | 5:0             | 5:0 (N) |         |
| 2012/13 | UEFA Women’s Champions League | Gruppenphase           | Cardiff Met. LFC    | 4:0             | 4:0 (N) |         |
| 2020/21 | UEFA Women’s Champions League | 1. Qualifikationsrunde | Glasgow City FC     | 0:0 (5:6 i. E.) | 0:0 (A) |         |
| 2021/22 | UEFA Women’s Champions League | Q1 (HF)                | FK Spartak Subotica | 2:5             | 2:5 (N) |         |
| 2021/22 | UEFA Women’s Champions League | Q1 (Spiel um Platz 3)  | FC Nike Tiflis      | 3:0             | 3:0 (N) |         |
| 2024/25 | UEFA Women’s Champions League | Q1 (HF)                | Dinamo-BSUPC        | 2:1             | 2:1 (N) |         |
| 2024/25 | UEFA Women’s Champions League | Q1 (Spiel um Platz 3)  | NK Osijek           | 1:2             | 1:2 (N) |         |

Gesamtbilanz: 12 Spiele, 6 Siege, 1 Unentschieden, 5 Niederlagen, 29:19 Tore (Tordifferenz +10)